# Equação diferencial parcial não linear
Em física e matemática, uma equação diferencial parcial não linear (abreviadamente EDP não linear) é uma equação diferencial parcial com termos não-lineares.

## História das equações diferenciais
Equações não lineares foi um grande obstáculo para Poincaré, o maior matemático de sua geração. A maioria dos trabalhos em equações não lineares envolveu o uso e análise de equações diferenciais. Em mecânica celeste, trabalhando com os resultados do astrônomo americano George Hill, conquistou a estabilidade das órbitas e iniciou a teoria qualitativa de equações diferenciais não lineares. Muitos resultados de seu trabalho foram as sementes de novas maneiras de pensar, as quais floresceram, tais como análise de séries divergentes e equações diferenciais não lineares. No século XX, George Birkhoff usou as ideias de Poincaré para analisar sistemas dinâmicos grandes e estabelecer uma teoria para a análise das propriedades das soluções destas equações. Na década de 1980, a teoria emergente do caos usou os princípios desenvolvidos em equações não lineares por Poincaré e seus seguidores.